# ワイルドチョッパーズ
『ワイルドチョッパーズ』（Wild Choppers）は、セタが開発し、1997年にNINTENDO 64向けに販売したヘリコプターベースのサードパーソン・シューティングゲーム。
本作には様々なロケーションでの多数のミッション（敵基地への爆撃、危険な火山地帯でのエアフォースワンの護衛、捕虜の救出など）があり、すべてのミッションに時間制限が設けられている。
海外版は『Chopper Attack』名義で発売された。

## 開発
ワイルドチョッパーズは1996年11月の第8回初心会展で展示された。2人用の分割画面モードが開発されていたが、ゲーム発売時までに廃止された。

## 評価
レビュー収集サイトのGameRankingsによると、本作の評価は賛否両論だった。ファミ通は40点満点中30点を付けた。